# Henri Tremesaigues
Henri Tremesaigues, né le 21 septembre 1941 à Coursan dans l'Aude et mort le 11 janvier 2005 à Narbonne, est un romancier français, auteur de roman d'espionnage et de roman policier.

## Œuvre

### Romans

#### Signés Henri Tremesaigues
- Intervention spéciale, Librairie de la Cité, coll. « Le Caribou » no 77
- Le Chant de la colère, Librairie de la Cité, coll. « Le Caribou » no 80
- Les Sous-marins fantômes, Librairie de la Cité, coll. « Le Caribou » no 88

#### Signés Henry Trey
- Meurtre en différé, Fleuve noir, coll. « Spécial Police » no 1053 (1973)
- Par élimination, Fleuve noir, coll. « Spécial Police » no 1076 (1973)
- À malin, malin et demi, Fleuve noir, coll. « Espionnage » no 1105 (1974)
- Jupiter lâche sa foudre, Fleuve noir, coll. « Espionnage » no 1166 (1974)
- Une si jolie petite garce, Fleuve noir, coll. « Spécial Police » no 1137 (1974)
- En pleine détresse..., Fleuve noir, coll. « Spécial Police » no 1184 (1975)
- Tu feras un beau cadavre, Fleuve noir, coll. « Spécial Police » no 1204 (1975)
- Des cantiques pour l'héroïne, Fleuve noir, coll. « Spécial Police » no 1213 (1975)
- Les Colères de Jupiter, Fleuve noir, coll. « Espionnage » no 1217 (1975)
- Promesse de fou, Fleuve noir, coll. « Spécial Police » no 1222 (1975)
- By Jove ! Mister Jupiter, Fleuve noir, coll. « Espionnage » no 1270 (1975)  (ISBN 2-265-00064-7)
- Jupiter prend la mouche, Fleuve noir, coll. « Espionnage » no 1360 (1975)  (ISBN 2-265-00434-0)